# Charles Peskin
Charles Samuel Peskin (15 de abril de 1946) é um matemático estadunidense.
É professor de matemática do Instituto Courant de Ciências Matemáticas.
Recebeu o Prêmio George David Birkhoff de 2003 e o Prêmio James H. Wilkinson de 1985. Foi eleito membro da Academia de Artes e Ciências dos Estados Unidos (1994) e da Academia Nacional de Ciências dos Estados Unidos (1995). Foi palestrante convidado do Congresso Internacional de Matemáticos em Berlim (1998: Optimal dynamic instability of microtubules). É fellow da American Mathematical Society.